# NGC 4881
NGC 4881 es una galaxia elíptica en la constelación de Coma Berenices de magnitud aparente 14,6. A unos 350 millones de años luz de distancia, forma parte del Cúmulo de Coma, un cúmulo de galaxias cinco veces más alejado de nosotros que el Cúmulo de Virgo. NGC 4881 fue descubierta por el astrónomo Heinrich Louis d'Arrest el 22 de abril de 1865.
El telescopio espacial Hubble se ha utilizado para explorar los cúmulos globulares que rodean a NGC 4881 como indicadores de distancia del cúmulo de Coma. La distancia a este cúmulo se considera una importante referencia cósmica para medir el tamaño del universo y para estimar su edad y velocidad de expansión (constante de Hubble).